# Славская епархия
Славская епархия (рум. Eparhia Slavei или рум. Episcopia Ortodoxă de Rit Vechi a Slavei) — епархия Русской православной старообрядческой церкви в Румынии с центром в Славском Успенском мужском монастыре в 4 км от села Слава-Русэ в Румынии.

## История
История Славской епархии с кафедрой в Славском Успенском монастыре в 4 км от села Русская Слава начинается 24 августа 1847 года, когда инок Аркадий (Дорофеев) был «поставлен епископом богоспасаемаго места Славы и всех задунайских староверческих обществ». 
Владыка Аркадий был схвачен русскими войсками, находившимися в Славе во время русско-турецкой войны. Поводом для ареста стал отказ архиепископа после литургии оградить крестом зашедшего в монастырскую церковь генерала-новообрядца.

## Епископы
- архиепископ Аркадий I (Дорофеев) (24 августа 1848—1854),
- епископ Аркадий II (Шапошников) (1854 — 11 ноября 1868)
- архиепископ Иринарх (26 августа 1869 — 5 апреля 1905)
- епископ Леонтий (26 февраля 1906 — 2 февраля 1921)
- Никодим (Федотов) (февраль 1921 — 15 октября 1926) в/у, митр. Белокриницкий
- епископ Саватий (26 июня 1927 — 15 августа 1951)
- епископ Владимир (Иванов) (15 августа 1951—1957)
- епископ Иоасаф (Тимофей) (23 марта 1958—1960)
- епископ Амвросий (Анисим) (15 августа 1960 — 7 января 1981)
- епископ Леонид (Самуилов) (12 октября 1981 — 5 июня 2000)
- архиепископ Флавиан (Федя) (с 5 июня 2000)

## Монастыри
- Славский Успенский монастырь (мужской; жудец Тулча)
- Славский Введенский монастырь (женский; село Слава-Русэ, жудец Тулча)